# کاگ‌ب
کمیته امنیت دولتی (به روسی: Комитет государственной безопасности) یا به اختصار، کا گِ بِ (به روسی: КГБ)؛ سرویس اطلاعات و امنیت اتحاد جماهیر شوروی بود.
کاگ‌ب در سال ۱۹۵۳، پس از مرگ ژوزف استالین، رهبر وقت شوروی، از ادغام وزارت امنیت دولتی و وزارت امور داخلی تشکیل شد.
کاگ‌ب یک نام کلی برای فعالیت‌های سرویس اطلاعاتی شوروی سابق، پلیس مخفی آن کشور و سازمان اطلاعاتی شوروی بود که با پیوستن «ن ک و د» سازمان اطلاعات داخلی شوروی به «م و د» سازمان اطلاعات وزارت کشور شوروی به سال ۱۹۵۴ تأسیس شد. و در فاصله سال‌های ۱۹۵۴ تا ۱۹۹۱ (زمان سقوط شوروی) فعالیت داشت.
فعالیت سازمان کاگ‌ب تنها به جاسوسی از غرب خلاصه نمی‌شد، بلکه این سازمان در داخل کشور به بازداشت و سرکوب مخالفان دولت شوروی می‌پرداخت. رسانه های شوروی سابق ادعا می‌کردند کاگ‌ب در تمامی عملیات‌ها مستقل بوده و هیچ نهادی در شوروی به اندازهٔ این سازمان از قدرت برخوردار نبوده‌است. عمدهٔ درگیری‌های کاگ‌ب در سراسر جهان، با سازمان سیا بوده‌است.
به دنبال فروپاشی اتحاد جماهیر شوروی در سال ۱۹۹۱، کاگ‌ب جای خود را به اف‌اس‌بی (سرویس ضد جاسوسی روسیه) داد. صاحب نظران عقیده دارند که این تغییر، تنها در نام این سرویس است و کاگ‌ب با نامی دیگر، همچنان به فعالیت‌های پشت پرده خود در سطح جهانی ادامه می‌دهد.
ولادیمیر پوتین رئیس‌جمهور فعلی روسیه از افسران میان‌رده پیشین کاگ‌ب بوده‌است.

## جلوگیری از درز اطلاعات ضد دولت وقت
- اوکراین: کا گ ب نقشی اساسی در ساکت کردن جریان توده ها (طبقات مردمی) در اوکراین داشت در طی قحطی اوکراین و مخالفت کارگران و کشاورزان با اقتصاد دستوری ژوزف استالین با عملکرد قابل توجهی به دولت شوروری در انکار وقایع اوکراین کمک می‌کرد.
- جلوگیری از ورود اخبار خارجی: ناتوانی‌های دولت شوروی در ایجاد رفاه باعث شده بود که کا گ ب به‌طور مکرر در داخل سعی بر انکار توسعه اجتماعی دنیای خارجی داشت. این حصار اطلاعاتی شوروری تا حدی بود که مردم در مسکو با دیدن اولین شعبه مک دونالد در این کشور حیرت‌زده شده بودند.[۳]
- جلوگیری از شکل‌گیری کوچک‌ترین تظاهرات (به خصوص در مسکو): کا گ ب با حضور در میادین مسکو و فعال نگه داشتن جاسوسانش در تمامی نقاط روسیه همواره از کوچک‌ترین تظاهرات اعتراضی جلوگیری می‌کرد.

## نگارخانه

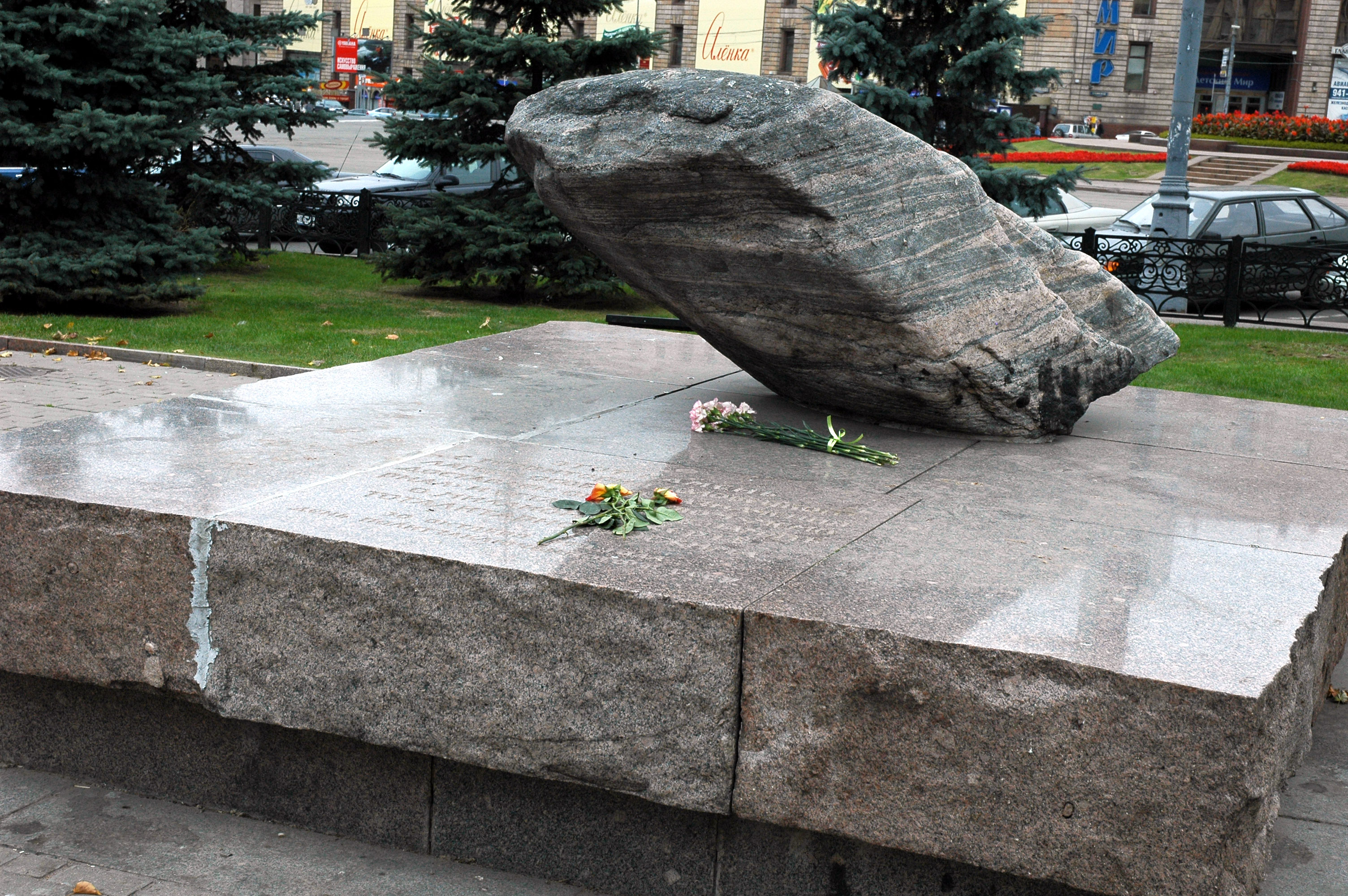
یادبود سرکوب‌شدگان عقیدتی و زندانیان سیاسی دوران اتحاد جماهیر شوروی سوسیالیستی در میدان لوبیانکا. ساختمان مرکزی کاگ‌ب در ضلع شرقی میدان لوبیانکا واقع‌شده بود.

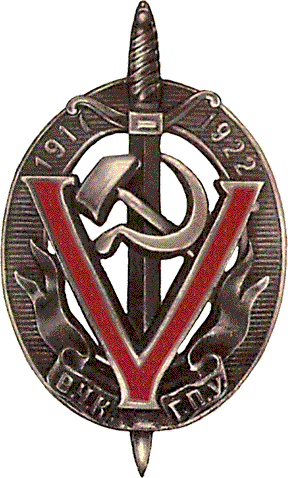
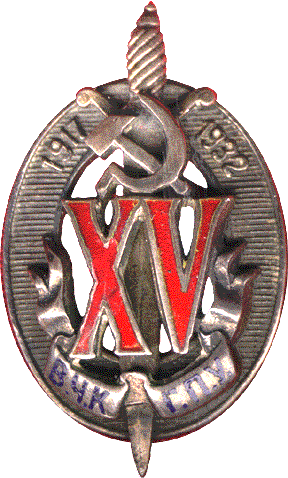
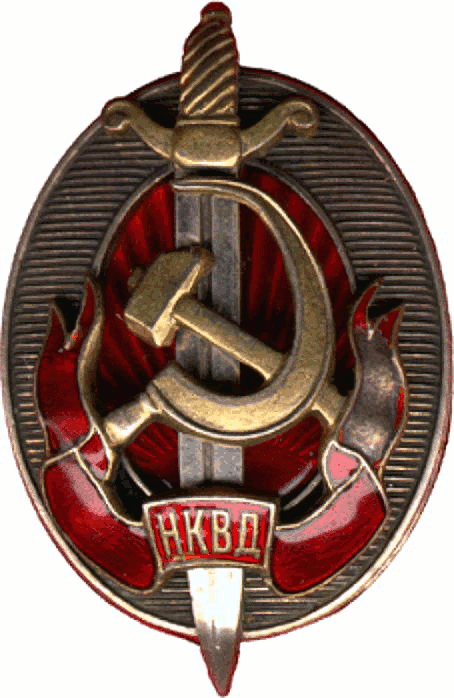
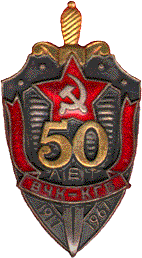
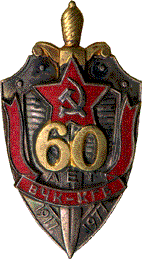
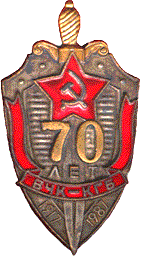
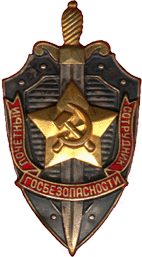
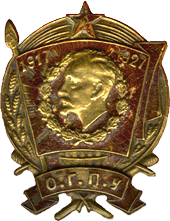
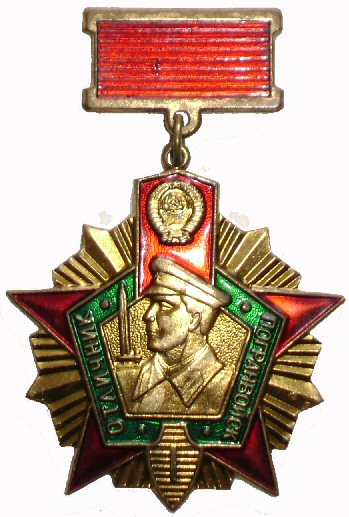
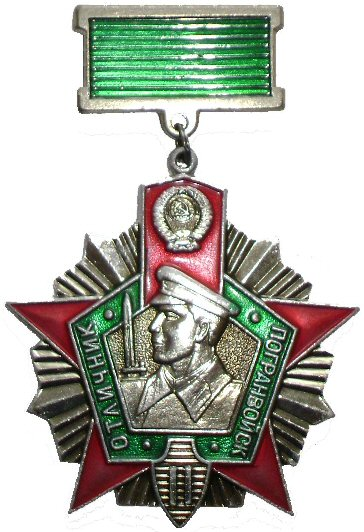
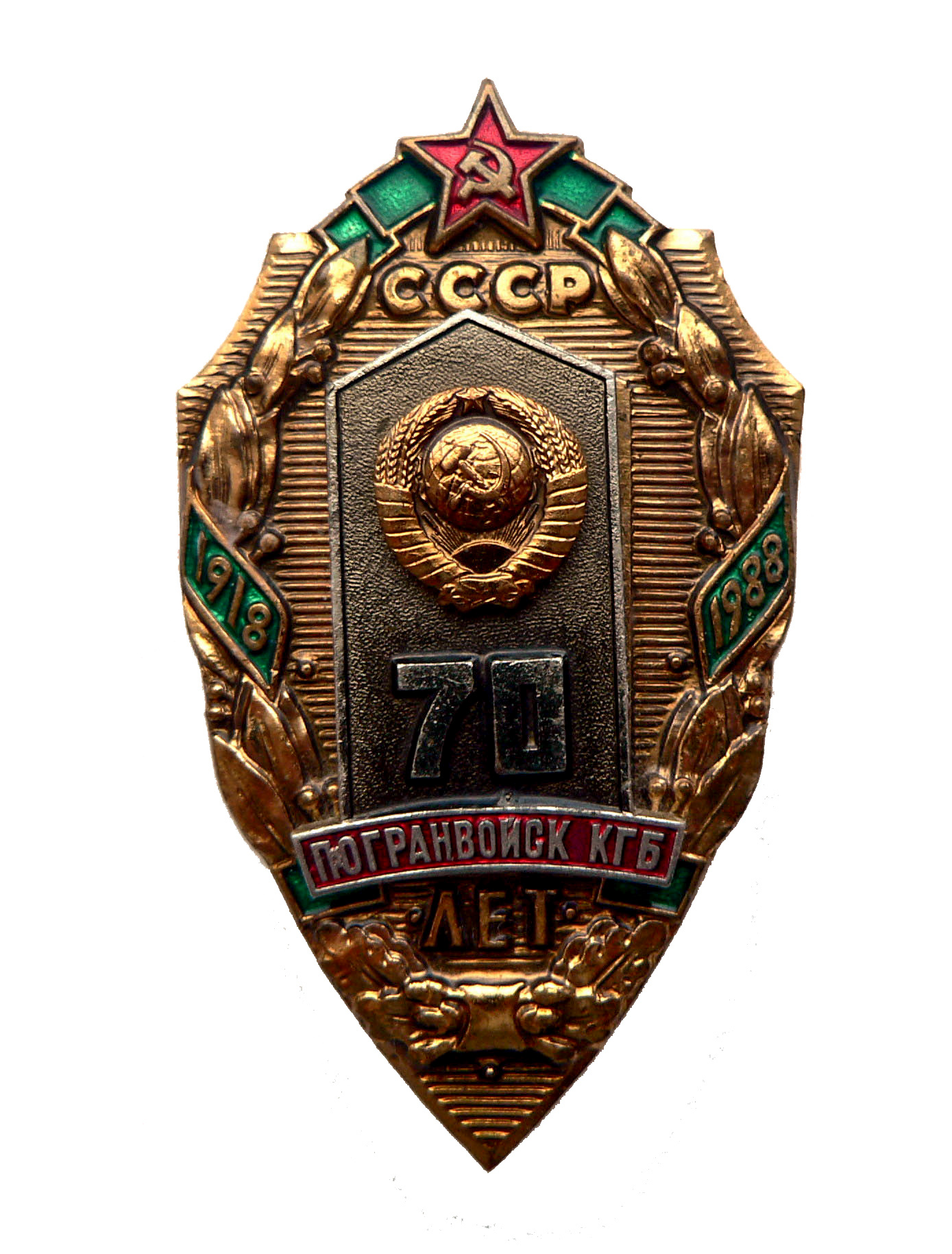
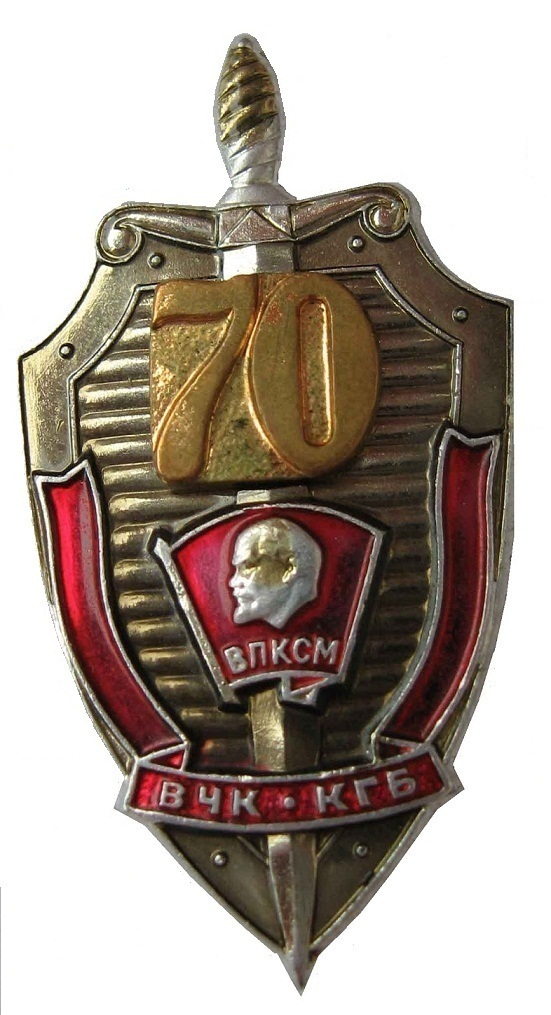